# Botswanas herrlandslag i fotboll
Botswanas herrlandslag i fotboll, med smeknamnet The Zebras ("Zebrorna"), representerar Botswana i fotboll, och styrs av Botswana Football Association. De har aldrig varit med i VM, däremot gick man till Afrikanska mästerskapet för första gången 2012.
Laget spelade sin första landskamp borta mot Malawi den 13 juli 1968, och föll med 1-8.

## Kända spelare
- Dipsy Selolwane